# Lipofília
La lipofília, de les paraules del grec que signifiquen “que li agrada el greix”, es refereix a la capacitat que té un compost químic de dissoldre's en greixos, olis, lípids, i solvents no polars com l'hexà o el toluè. Aquests solvents no polars són al seu torn lipòfils. Les substàncies lipòfiles tendeixen a dissoldre's en altres substàncies lipòfiles, mentre que les substàncies hidròfiles (que els agrada l'aigua) tendeixen a dissoldre's en aigua i altres substàncies hidròfiles. Tanmateix, els termes "lipofília" i "hidrofòbia" no són sinònims, com es pot apreciar en les silicones i fluorocarbonis, els quals són hidròfobs però no lipòfils.
Les substàncies lipòfiles interaccionen dins elles mateixes i amb altres substàncies amb les forces de dispersió de London. Tenen poca o cap capacitat per formar l'enllaç d'hidrogen.
Els tensioactius basats en hidrocarburs són compostos que són amfifílics (o amfipàtics), que tenen un extrem hidròfil que interacciona amb l'aigua (se'n diu 'grup cap') i un extrem lipòfil que se'n diu 'la cua'.